# Gijón
Gijón (hiszp. Gijón [xiˈxon]; astur. Xixón [ʃiˈʃon]) – miasto w północnej Hiszpanii, największe we wspólnocie autonomicznej Asturia.

## Geografia
Port handlowy i rybacki nad Zatoką Biskajską obsługujący pobliskie Oviedo, na Zielonym Wybrzeżu, z plażami po obu stronach starówki.

## Historia
Gijón powstało w V wieku.
Podczas hiszpańskiej wojny domowej początkowo w strefie republikańskiej, 23 października 1937 zdobyte przez frankistów.

## Gospodarka
W mieście rozwinął się przemysł stoczniowy, metalowy, maszynowy, spożywczy, chemiczny, szklarski, cementowy oraz hutniczy.

## Interesujące obiekty
W mieście znajduje się pałac Revillagigedo z początku XVIII wieku oraz zabytki z połowy XX wieku: kościół San Pedro i największy budynek w Hiszpanii – Universidad Laboral; ponadto oceanarium, wytwórnia płyt Throne Records oraz stacja kolejowa Gijón-Cercanías.

## Klimat
| Miesiąc | Sty  | Lut  | Mar  | Kwi  | Maj  | Cze  | Lip  | Sie  | Wrz  | Paź  | Lis  | Gru  | Roczna |
| --- | ---- | ---- | ---- | ---- | ---- | ---- | ---- | ---- | ---- | ---- | ---- | ---- | ------ |
| Średnie temperatury w dzień [°C] | 12.9 | 13.1 | 14.6 | 15.1 | 17.3 | 19.6 | 21.5 | 22.2 | 21.2 | 18.7 | 15.3 | 13.3 | 17,1   |
| Średnie dobowe temperatury [°C] | 9.4  | 9.4  | 10.7 | 11.3 | 13.6 | 16.2 | 18.2 | 18.8 | 17.4 | 15.1 | 11.8 | 9.9  | 13,5   |
| Średnie temperatury w nocy [°C] | 5.9  | 5.7  | 6.8  | 7.5  | 10.0 | 12.8 | 14.8 | 15.3 | 13.7 | 11.3 | 8.4  | 6.5  | 9,9    |
| Opady [mm] | 103  | 88   | 82   | 99   | 79   | 61   | 47   | 60   | 73   | 116  | 134  | 117  | 1062   |
| Średnia liczba dni z opadami | 12.2 | 11.1 | 10.8 | 12.8 | 11.9 | 7.8  | 7.2  | 7.3  | 8.3  | 11.5 | 12.9 | 13.6 | 127,8  |
| Wilgotność [%] | 75   | 74   | 75   | 76   | 80   | 81   | 81   | 81   | 80   | 80   | 78   | 76   | 78     |
| Średnie usłonecznienie [h] | 98   | 109  | 142  | 151  | 166  | 163  | 173  | 182  | 170  | 130  | 96   | 86   | 1670   |
| Źródło: Agencia Estatal de Meteorología (liczba dni z opadami dla wartości 1 mm, wysokość 127 m n.p.m., 2,5 km od morza, 1981–2010) |      |      |      |      |      |      |      |      |      |      |      |      |        |

| Sty  | Lut  | Mar  | Kwi  | Maj  | Cze  | Lip  | Sie  | Wrz  | Paź  | Lis  | Gru  | Rok  |
| ---- | ---- | ---- | ---- | ---- | ---- | ---- | ---- | ---- | ---- | ---- | ---- | ---- |
| 13,2 | 12,8 | 12,7 | 13,6 | 15,3 | 17,5 | 19,3 | 20,5 | 19,8 | 18,2 | 16,2 | 14,4 | 16,2 |

## Miasta partnerskie
- Albuquerque, Stany Zjednoczone
- Niort, Francja
- Noworosyjsk, Rosja
- Puerto Vallarta, Meksyk
- Hawana, Kuba
- As-Samara, Sahara Zachodnia
- Muros, Hiszpania